# Villette (Lavaux)
Villette är en ort i kommunen Bourg-en-Lavaux i kantonen Vaud i Schweiz. Den ligger vid Genèvesjön, cirka 6,5 kilometer sydost om Lausanne. Orten har cirka 204 invånare (2020).
Orten var före den 1 juli 2011 en egen kommun, men slogs då samman med kommunerna Cully, Epesses, Grandvaux och Riex till den nya kommunen Bourg-en-Lavaux.